# Lijst van voetbalinterlands Cuba - Ghana
Deze lijst van voetbalinterlands is een overzicht van alle officiële voetbalwedstrijden tussen de nationale teams van Cuba en Ghana. De landen speelden tot op heden een keer tegen elkaar. Dat was een vriendschappelijke wedstrijd op 10 december 1987 in Accra.

## Wedstrijden
| № | Plaats | Datum            | Competitie        | Wedstrijd    | Uitslag |
| - | ------ | ---------------- | ----------------- | ------------ | ------- |
| 1 | Accra  | 10 december 1987 | Vriendschappelijk | Ghana – Cuba | 1 – 1   |

## Samenvatting
| Competitie        | Totaal gespeeld | Winst Cuba | Gelijk | Winst Ghana | Doelsaldo Cuba – Ghana |
| ----------------- | --------------- | ---------- | ------ | ----------- | ---------------------- |
| Vriendschappelijk | 1               | 0          | 1      | 0           | 1 − 1                  |
| Totaal            | 1               | 0          | 1      | 0           | 1 − 1                  |

Wedstrijden bepaald door strafschoppen worden, in lijn met de FIFA, als een gelijkspel gerekend.
AFC · A-internationals · Bondscoaches · Cubaans vrouwenelftal · Cuba U21 · Cuba U20 · Cuba U19 · Cuba U18 · Cuba U17
1920 – 1949 ·
1950 – 1969 ·
1970 – 1979 ·
1980 – 1989 ·
1990 – 1999 ·
2000 – 2009 ·
2010 – 2019 ·
2020 − 2029
WK 1938
OS 1976 ·
OS 1980
Albanië ·
Algerije ·
Angola ·
Antigua en Barbuda ·
Aruba ·
Bahama's ·
Barbados ·
Belize ·
Bermuda ·
Bolivia ·
Britse Maagdeneilanden ·
Bulgarije ·
Canada ·
Chili ·
China ·
Colombia ·
Costa Rica ·
Curaçao ·
DDR ·
Dominica ·
Dominicaanse Republiek ·
Ecuador ·
El Salvador ·
Ghana ·
Grenada ·
Guatemala ·
Guyana ·
Haïti ·
Honduras ·
Indonesië ·
Jamaica ·
Kaaimaneilanden ·
Kameroen ·
Mexico ·
Nicaragua ·
Nederlandse Antillen ·
Panama ·
Puerto Rico ·
Roemenië ·
Saint Kitts en Nevis ·
Saint Lucia ·
Saint Vincent en de Grenadines ·
Suriname ·
Trinidad en Tobago ·
Turks en Caicoseilanden ·
Uruguay ·
Venezuela ·
Verenigde Staten ·
Zuid-Korea ·
Zweden
GFA · A-internationals · Selecties ·  Bondscoaches · Ghanees vrouwenelftal · Ghana U21 · Ghana U20 · Ghana U19 · Ghana U18 · Ghana U17
1950 – 1959 ·
1960 – 1969 ·
1970 – 1979 ·
1980 – 1989 ·
1990 – 1999 ·
2000 – 2009 ·
2010 – 2019 ·
2020 − 2029
WK 2006 ·
WK 2010 · 
WK 2014
OS 1964 · 
OS 1968 · 
OS 1972 · 
OS 1976 · 
OS 1992 · 
OS 1996 ·
OS 2004
1950 · 
1951 · 
1952 · 
1953 · 
1954 · 
1955 · 
1956 · 
1957 · 
1958 · 
1959 · 
1960 · 
1961 · 
1962 · 
1963 · 
1964 · 
1965 · 
1966 · 
1967 · 
1968 · 
1969 · 
1970 · 
1971 · 
1972 · 
1973 · 
1974 · 
1975 · 
1976 · 
1977 · 
1978 · 
1979 · 
1980 · 
1981 · 
1982 · 
1983 · 
1984 · 
1985 · 
1986 · 
1987 · 
1988 · 
1989 · 
1990 · 
1991 · 
1992 · 
1993 · 
1994 · 
1995 · 
1996 · 
1997 · 
1998 · 
1999 · 
2000 · 
2001 · 
2002 · 
2003 · 
2004 · 
2005 · 
2006 · 
2007 · 
2008 · 
2009 · 
2010 · 
2011 · 
2012 · 
2013 ·
2014 ·
2015 ·
2016 ·
2017 ·
2018 ·
2019 ·
2020 ·
2021 ·
2022 ·
2023
Algerije ·
Angola ·
Argentinië ·
Australië ·
Benin ·
Bosnië en Herzegovina ·
Botswana ·
Brazilië ·
Burkina Faso ·
Burundi ·
Canada ·
Centraal-Afrikaanse Republiek ·
Chili ·
China ·
Comoren ·
Congo-Brazzaville ·
Congo-Kinshasa ·
Cuba ·
DDR ·
Denemarken ·
Duitsland ·
Egypte ·
Engeland ·
Equatoriaal-Guinea ·
Eritrea ·
Ethiopië ·
Gabon ·
Gambia ·
Griekenland ·
Guinee ·
Guinee-Bissau ·
IJsland ·
India ·
Indonesië ·
Irak ·
Iran ·
Italië ·
Ivoorkust ·
Jamaica ·
Japan ·
Joegoslavië ·
Kaapverdië ·
Kameroen ·
Kenia ·
Lesotho ·
Letland ·
Liberia ·
Libië ·
Madagaskar ·
Malawi ·
Maleisië ·
Mali ·
Marokko ·
Mauritius ·
Mexico ·
Montenegro · 
Mozambique ·
Namibië ·
Nederland ·
Nicaragua ·
Nieuw-Zeeland ·
Niger ·
Nigeria ·
Noorwegen ·
Oeganda ·
Oostenrijk ·
Portugal ·
Qatar ·
Rusland ·
Rwanda ·
Saoedi-Arabië ·
Sao Tomé en Principe ·
Senegal ·
Servië ·
Sierra Leone ·
Singapore ·
Slovenië ·
Soedan ·
Somalië ·
Swaziland ·
Tanzania ·
Thailand ·
Togo ·
Tsjaad ·
Tsjechië ·
Tunesië ·
Turkije ·
Uruguay ·
Verenigde Staten ·
Zambia ·
Zimbabwe ·
Zuid-Afrika ·
Zuid-Korea ·
Zwitserland
Brazilië (2006) · 
Duitsland (2014) ·
Italië (2006) · 
Ivoorkust (2015) · 
Portugal (2014) ·
Servië (2010) · 
Tsjechië (2006) · 
Verenigde Staten (2006) · 
Verenigde Staten (2014)